# Цыгане в Чехии
Цыгане в Чехии — этническое меньшинство, проживающее в Чехии. При проведении переписи 2011 года 13 150 человек назвали себя цыганами,  но эксперты полагали, что в республике проживают 240 300 этнических цыган. 

## История
Первое предполагаемое свидетельство о цыганах в Чехии относится к XIII веку. В Далимиловой хронике сказано, что в 1242 году по Чехии бродяжничало много «татарских лазутчиков». Возможно что речь в этом случае идёт о цыганах, так как запись их языка в хронике напоминает язык цыган. 
Первое определённое упоминание о присутствии цыган на территории Чехии относится к 1417 году.
В 1538 году моравский собор (moravský sněm) постановил изгнать цыган из Моравии в двухнедельный срок. Цыган обвиняли в пожаре 1541 года в Праге. 
Императрица Мария Терезия в 1761-м году одобрила закон, по которому цыгане должны были работать в сельском хозяйстве как крепостные и одеваться так же, как все остальные крестьяне. Им было запрещено говорить по-цыгански, и называться своими «безбожными» именами. Священникам было предписано просвещать цыган. В каждом городе позволялось жить лишь одной семье цыган. Цыган-мужчин почти за все проступки вешали, женщин и детей лишали правого уха, или пороли розгами.
Жители цыганских таборов Моравии занимались кузнечным делом, изготовляли различные предметы быта (щётки, домашние туфли). Большинство цыган пришло в Чехию из Словакии.
В независимой Чехословакии в 1927 году был принят закон о кочующих цыганах, по которому они должны были каждый раз получать разрешение для остановки на ночь и применять особые знаки для идентификации.
Во время нацистской оккупации для цыган были созданы особые концентрационные лагеря в деревнях Лети и Годонин, некоторые цыгане были отправлены в лагеря смерти. В этот период погибло почти 5000 чешских цыган.
После установления в Чехословакии коммунистического режима в 1948 году цыган относили к эксплуатируемому классу и предоставляли им социальные преимущества. Но цыганам было запрещено кочевать, в каждом городе и селе было позволено жить лишь 5% цыган, цыганам было запрещено менять место жительства. Были случаи насильственной стерилизации цыганских женщин. В этот период цыгане переселялись из сельской местности в крупные города, становились рабочими на предприятиях.
В 1960-х — 1970-х произошло некоторое смягчение политики государства в отношении цыган. Вместо принудительного прикрепления цыган к определённому месту жительства их стали стимулировать к оседлости экономически: выдавали пособия по месту жительства, предоставляли квартиры.

## Современность
Уровень безработицы среди цыган составляет около 70%. В городах Чехии образовались своего рода цыганские «гетто» с обшарпанными домами и полуразрушенной инфраструктурой.
Цыгане зачастую подвергаются дискриминации. В середине 1990-х годов не редкостью были рестораны, кафе и дискотеки с надписями «цыганам вход запрёщен». В 1998 году в Усти-над-Лабем была построена стена, чтобы отделить место проживания цыган. Это вызвало возмущение правозащитников, и вскоре стена была снесена.

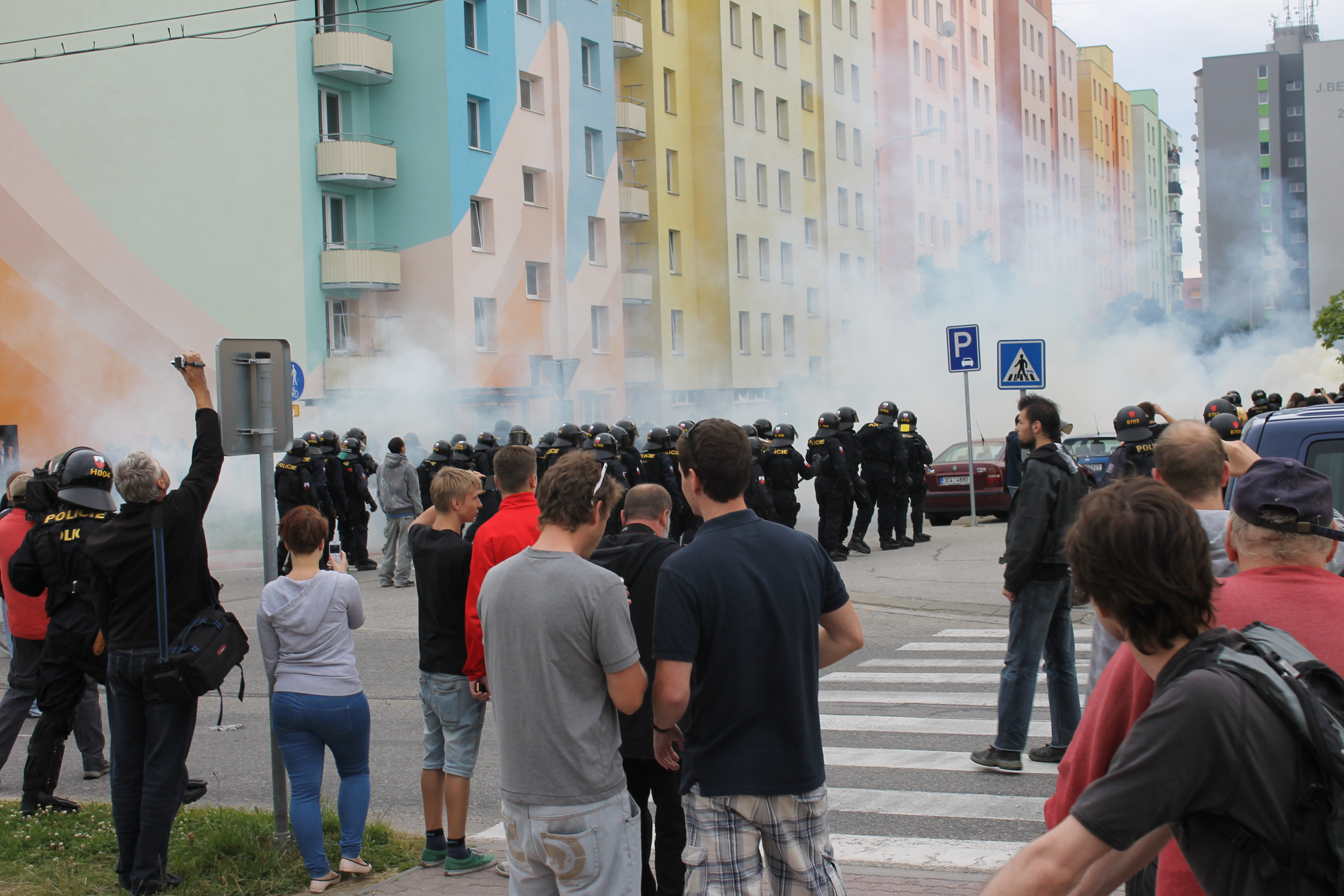
Антицыганские беспорядки в городе Ческе-Будеёвице в июне 2013 года

17 августа 2006 года в Остраве состоялась демонстрация протеста нескольких десятков цыганских женщин, ставших жертвами насильственной стерилизации. Несколько пострадавших обратились в суд, однако доказать факт насильственной стерилизации оказалась сложно, поскольку чешским врачам удавалось получать у женщин подпись с согласием на проведение стерилизации.
В июле 2006 года в городе Ческе-Будеёвице неизвестный в течение нескольких недель стрелял по местным цыганам из пневматического ружья, ранив четырех человек, в том числе двоих детей.
В конце 1990-х годов наблюдалась массовая эмиграция чешских цыган в Великобританию и  Бельгию, которая прекратилась после ужесточения пограничного контроля в этих странах.